# Josef Gamsjäger
Josef Gamsjäger (* 12. März 1904 in Neuberg an der Mürz in der Steiermark; † 16. September 1996 in Kindberg) war ein österreichischer Politiker der Sozialistischen Partei Österreichs (SPÖ).

## Ausbildung und Beruf
Nach dem Besuch der Volksschule und der Bürgerschule besuchte eine Arbeiterhochschule und machte die Beamtenmatura. Er lernte den Beruf des Industrieangestellten. 1923 trat er in den Verwaltungsdienst der Stadtgemeinde Mürzzuschlag ein. Später wurde er städtischer Oberamtsrat.

## Politische Funktionen
- Vorsitzender der SdP Mürzzuschlag
- 1962: Bezirksparteivorsitzender der SPÖ Mürzzuschlag

## Politische Mandate
- 14. Juli 1962 bis 7. April 1970: Mitglied des Bundesrates (IX., X., XI.  und XII. Gesetzgebungsperiode), SPÖ

## Sonstiges
Im Jahr 1934, während des austrofaschistischen Ständestaats, musste Josef Gamsjäger in Untersuchungshaft. Seine politische Freiheitsstrafe verbrachte er im Anhaltelager Messendorf bei Graz.